# Standardised European Rules of the Air
SERA (de l'anglais « Standardised European Rules of the Air », littéralement « Règles de l'air européennes normalisées » en français) est le règlement d’exécution (UE) no 923/2012 de la Commission du 26 septembre 2012 établissant les règles de l’air communes et des dispositions opérationnelles relatives aux services et procédures de navigation aérienne. Il est en vigueur en France depuis le 4 décembre 2014 et remplace l'arrêté du 3 mars 2006 et ses annexes (Annexe 1 : Règles de l'air et annexe 2 : Services de la circulation aérienne). Il fait désormais partie de la Réglementation de la circulation aérienne française.

## Origine et modalités d'application
La publication de SERA fait suite à un mandat confié à l'agence Eurocontrol et à l'AESA par la Commission européenne pour harmoniser la réglementation entre les États. Il s’applique depuis le 4 décembre 2012 ; toutefois, par dérogation, les États membres ont pu décider de ne pas en appliquer les dispositions jusqu’au 4 décembre 2014, ce qu'a fait la France.
Le règlement européen est contraignant et les États membres doivent s'y conformer.
Néanmoins, une certaine souplesse est tolérée et encadrée par les CS (Certification Specification), les AMC (Acceptable Means of Compliance), et les GM (Guidance Material). Des spécificités nationales précisent l'application du règlement dans chaque État.

## Champ d'application
Selon l'article premier du règlement, celui-ci s’applique aux usagers de l’espace aérien et aux aéronefs relevant de la circulation aérienne générale :
a) exploités à destination, à l’intérieur ou au départ de l’Union ;
b) portant les marques de nationalité et d’immatriculation d’un État membre de l’Union, et exploités dans tout espace aérien, dans la mesure où les dispositions du règlement ne sont pas contraires aux règles publiées par le pays sous la juridiction duquel se trouve le territoire survolé.
Le règlement s’applique également aux autorités compétentes des États membres, aux prestataires de services de navigation aérienne et au personnel au sol affecté à l’exploitation d’aéronefs.
La Suisse a repris le règlement SERA dans le cadre de l’accord entre la Suisse et l’UE à la suite de la réunion du comité mixte qui s’est tenue en décembre 2014. SERA est entré en vigueur pour la Suisse le 1er février 2015 et appliqué au 15 juin 2015,.

## EquivalentOACI
SERA correspond à l'annexe 2 de l'OACI sur les règles de l'air, l'annexe 11 sur les services de la circulation aérienne et reprend quelques éléments de l'annexe 3 sur la météorologie.

## Sommaire
Le sommaire du règlement est constitué des points suivants,, :
- Définitions
- Partie 1 - Survol de la haute mer
- Partie 2 - Domaine d'application et conformité
- Partie 3 - Règles générales et prévention des abordages
- Partie 4 - Plans de vol
- Partie 5 - Conditions météorologiques de vol à vue, règles de vol VFR spécial et règles de vol aux instruments
- Partie 6 - Classification des espaces aériens
- Partie 7 - Services de la circulation aérienne
- Partie 8 - Services du contrôle de la circulation aérienne
- Partie 9 - Service d'information de vol
- Partie 10 - Service d'alerte
- Partie 11 - Interférence, situations d'urgence et interception
- Partie 12 - Services liés à la météorologie - Observations d'aéronef et comptes rendus par radiotéléphonie
- Partie 13 - Transpondeur SSR
- Partie 14 - Procédures de communication vocale
- Partie 15 - Procédures de communication contrôleur-pilote par liaison de données (CPDLC)
- Appendice 1 - Signaux
- Appendice 2 - Ballons libres non habités
- Appendice 3 - Tableaux des niveaux de croisière
- Appendice 4 - Classe d'espaces aériens ATS - services assurés et presciptions de vol
- Appendice 5 - Exigences en matière de services de la navigation aérienne
- Appendice 6 - Établissement du plan de vol